# سري السقطي
أبو الحسن السَرِيُّ بنُ المُغَلَّسِ السَّقَطِي إمام وشيخ وأحد علماء الدين المشهورين بالورع والزهد في القرن الثالث الهجري. وهو تلميذ معروف الكرخي، وخال الجنيد وأستاذه. يقول عنه أبو عبد الرحمن السلمي أنه أول من أَظهَرَ ببغداد لِسَان التوحيد، وتكلَّمَ في علوم الحقائق، وهو إمام البغداديين في الإشارات.
حدّث عن هشيم بن بشير، وأبي بكر بن عياش، وعلي بن غراب، ويحيى بن يمان، ويزيد بن هارون، وغيرهم. ورَوَى عَنْهُ أَبُو الْعَبَّاسِ بْنُ مَسْرُوْقٍ الطَّوْسِيُّ، والجنيد بن محمد، وأبو الحسين النوري، ومحمد بن الفضل بن جابر السقطي، وإِبْرَاهِيم بْن عَبْد اللَّه بْن أَيُّوب المُخَرِّمي، والعباس بن يوسف الشكلي، وآخرون.

## مناقبه
قيل: كان يوماً في دكانه، فجاء معروف ومعه صبي يتيم، فقال لي:«اكسه» قال سري: «فكسوته»، ففرح به معروف، فقال: «بغض الله إليك الدنيا، وأراحك مما أنت فيه». قال: «فقمت من الدكان وليس شيء أبغض إلي من الدنيا وما فيها، وكل ما أنا فيه من بركاته»
ومكث سري عشرين سنة، يطوف بالساحل، يطلب صادقاً، فدخل يوماً إلى مغارة، إذا بها قعود وعميان ومجذمين، قال: «فقلت: "ما تصنعون ها هنا!" قالوا: "ننتظر شخصاً يخرج الينا فنتعافى!". فقلت: "إن كان صادقاً فاليوم!". فقعدت فخرج كهل عليه درعة من شعر، فسلم وجلس، ثم مر يده علي عمي هذا فأبصر، وأمر يده علي مانة هذا فصح، وأمر يده علي جذام هذا فبرئ. ثم قام مولياً، فضربت بيدي اليه، فقال لي: سري!. خل عني، فانه غيور. لا يطلع علي سرك فيراك وقد سكنت إلي غيره، فتسقط من عينه"»
وقال الجنيد: «ما رأيت أعبد من خالي!. أني عليه ثمان وسبعون سنة ما رؤى مضطجعاً إلا في علة الموت". دخلت عليه، وهو في الترع، فجلست عند رأسه، ووضعت خدي علي خده، فدمعت عيناي، فوقع دمعي علي خده، ففتح عينيه، وقال لي: "من أنت" قلت: "خادمك الجنيد!" فقال: "مرحباً". فقلت: "أوصني بوصية أنتفع بها بعدك!" قال: "إياك مصاحبة الأشرار، وأن تنقطع عن الله بصحبة الأخيار"»

## من أقواله
- «ثلاث من كن فيه استكمل الإيمان: من إذا غضب لم يخرجه غضبه من الحق، وإذا رضي لم يخرجه رضاه إلي الباطل؛ وإذا قدر لم يتناول ما ليس له»
- «الناس في الأعمال يتقاربون، وإنما قارب من قارب، بحسن الأدب بين يدي الله تعالى»
- «الشكر ثلاثة أوجه: للسان، وللبدن، وللقلب. فالثالث أن يعلم أن النعم كلها من الله، الثاني ألا يستعمل جوارحه إلا في طاعته بعد أن عافاه الله، والأول دوام الحمد عليه»
- «من أراد أن يسلم دينه، ويستريح قلبه وبدنه، ويقل غمه، فليعتزل الناس، لأن هذا زمان عزلة ووحدة»
- «الأدب ترجمان العقل»
- «من خاف اللهَ خافه كلُّ شيءٍ»
- «من علامة الاستدراج للعبد عماه عن عيبه واطلاعه على عيوب الناس»
- «لو أشفقت هذه النفوس على أبدانها شفقتها على أولادها للاقت السرور في معادها»
- «المغبون من فنيت أيامه بالتسويف»
- «احذر أن تكون ثناءً منشورا وعيبا مستورا»
- «التوكل الانخلاع عن الحول والقوة»
- «أربع خصال ترفع العبد: العلم والأدب والعفة والأمانة»
- «تصفية العمل من الآفات أشد من العمل»
- «من استعمل التسويف طالت حسرته يوم القيامة»
- قال أبو بكر العطشي للسري السقطي: «ماذا أراد أهل الجوع بالجوع، فقال: ماذا أراد أهل الشبع بالشبع، إن الجوع أورثهم الحكم، وإن الشبع أورثهم الغم»
- «من لم يعرف قدر النعم سُلِبها من حيث لا يعلم، ومن هانت عليه المصائب أحرز ثوابها»
- «جعل فقرك إلى الله تستغني به عمن سواه»
- «أحسن الأشياء خمسة: البكاء على الذنوب، وإصلاح العيوب، وطاعة علام الغيوب، وجلاء الرين عن القلوب، وأن لا تكون لما تهوى ركوب»
- «أشتهي ان أموت ببلد غير بغداد. فقيل لمَ؟ فقال أخاف أن لا يقبلني قبري فأفتضح»
- «المتصوف اسم لثلاث معان: هو الذي لا يطفئ نور معرفته نور ورعه، ولا يتكلم بباطن في علم ينقضه عليه ظاهر الكتاب و السنة، ولا تحمله الكرامات على هتك أستار محارم الله»
- سمعت محمد بن الحسين، رحمه الله، يقول: سمعت محمد بن الحسن ابن الخشاب يقول: سمعت جعفر بن نصير يقول: سمعت الجنيد يقول: «أعرف طريقاً مختصراً قصداً إلى الجنة: فقلت له: ما هو؟. فقال: لا تسأل من أحد شيئاً، ولا تأخذ من أحد شيئاً، ولا يكن معك شيء تعطى منه أحداً»[5]

## وفاته
توفي سري السقطي يوم الثلاثاء لست ليال خلون من شهر رمضان سنة 253 هـ، بعد أذان الفجر، ودفن بعد العصر بالشونيزية أو مقبرة باب الدير العتيقة على جانب الكرخ من بغداد، وسميت فيما بعد باسم مقبرة الشيخ معروف، وقبره ظاهر معروف وإلى جنبه قبر الجنيد.